# 味噌漬け

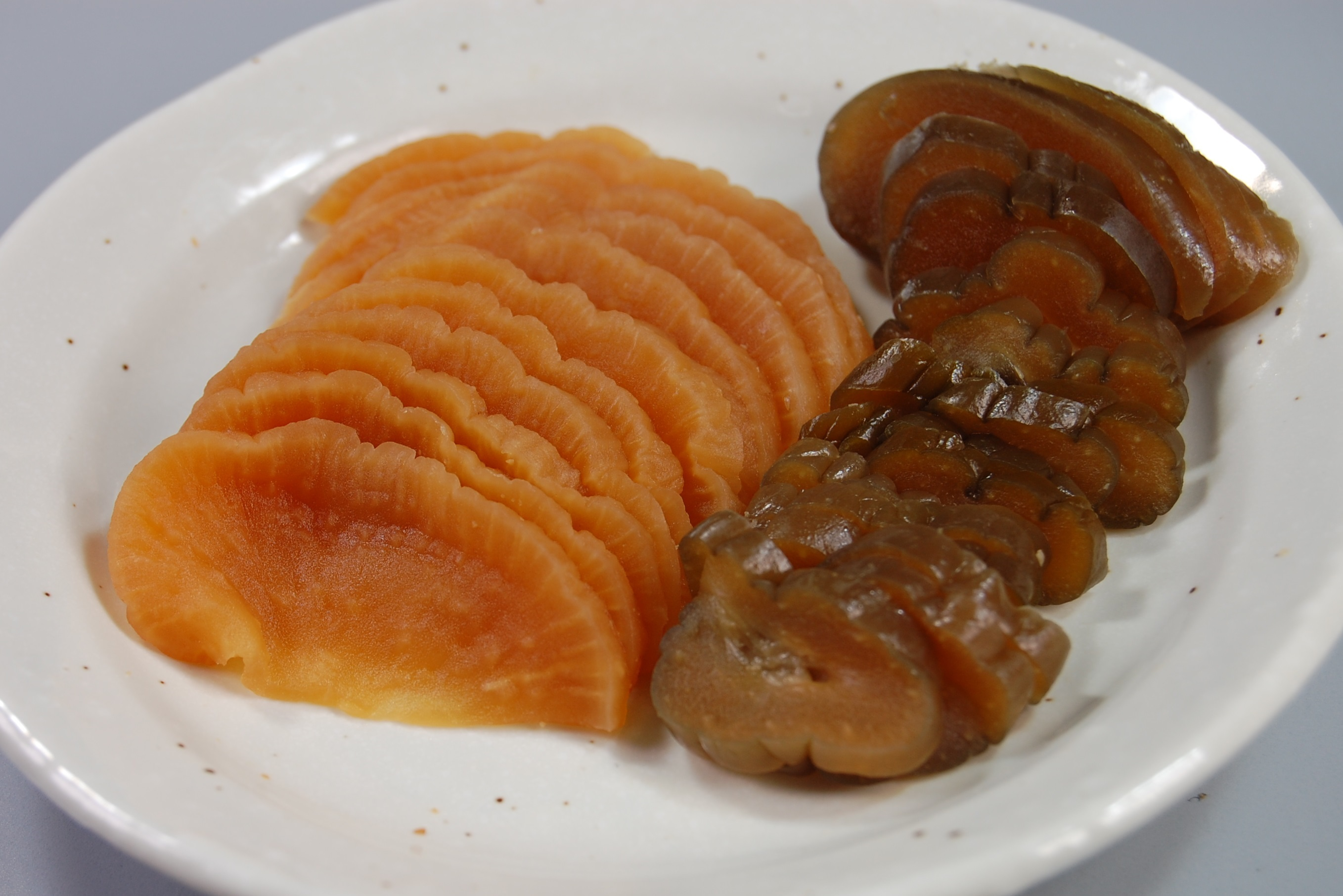
大根（左）と胡瓜（右）の味噌漬け

味噌漬け（みそづけ）は、野菜、肉、魚などを味噌に漬けたものである。

## 概要
本来は野菜などを味噌の中にそのまま入れて漬け込んでいたが、塩分が高くなるため現代では一般的ではない。一般に流通している味噌漬けは塩分を5%程度にした低塩味噌漬で、塩蔵野菜を4%程度まで脱塩したものを、味噌（塩分12%程度）、醤油、アミノ酸液、砂糖、化学調味料、アルコール、水などに食塩を加えて作った甘い味噌床で漬け込んだものである。この低塩味噌漬に江戸味噌を使った化粧味噌を混ぜて袋詰めし、加熱殺菌したものは現代味噌漬と呼ばれている（現代味噌漬けは食塩5%、アルコール1%程度になる）。
家庭では野菜はダイコン、ニンジン、ゴボウ、キュウリ、ショウガなど漬け込む食材は日乾しか陰干ししたもの、または一度塩漬けののちに水分を切って漬ける。
魚などの西京漬けなども有名。変わったところでは豆腐の味噌漬け、卵黄の味噌漬けが珍味として食される。

## 特産品
たまり漬
栃木県のたまり漬は伝統的な「振り分けたまり」を使ったもので、味噌漬けの工程の第2床で漬け上がったものを水洗いし、アミノ酸液、砂糖、化学調味料などの調味液とともに瓶詰か袋詰にして加熱殺菌したものである。
市房漬
熊本県の名産品に大豆と麦でつくられた味噌で大根や人参を漬け込んだ市房漬がある。